# Gottfried von Einem

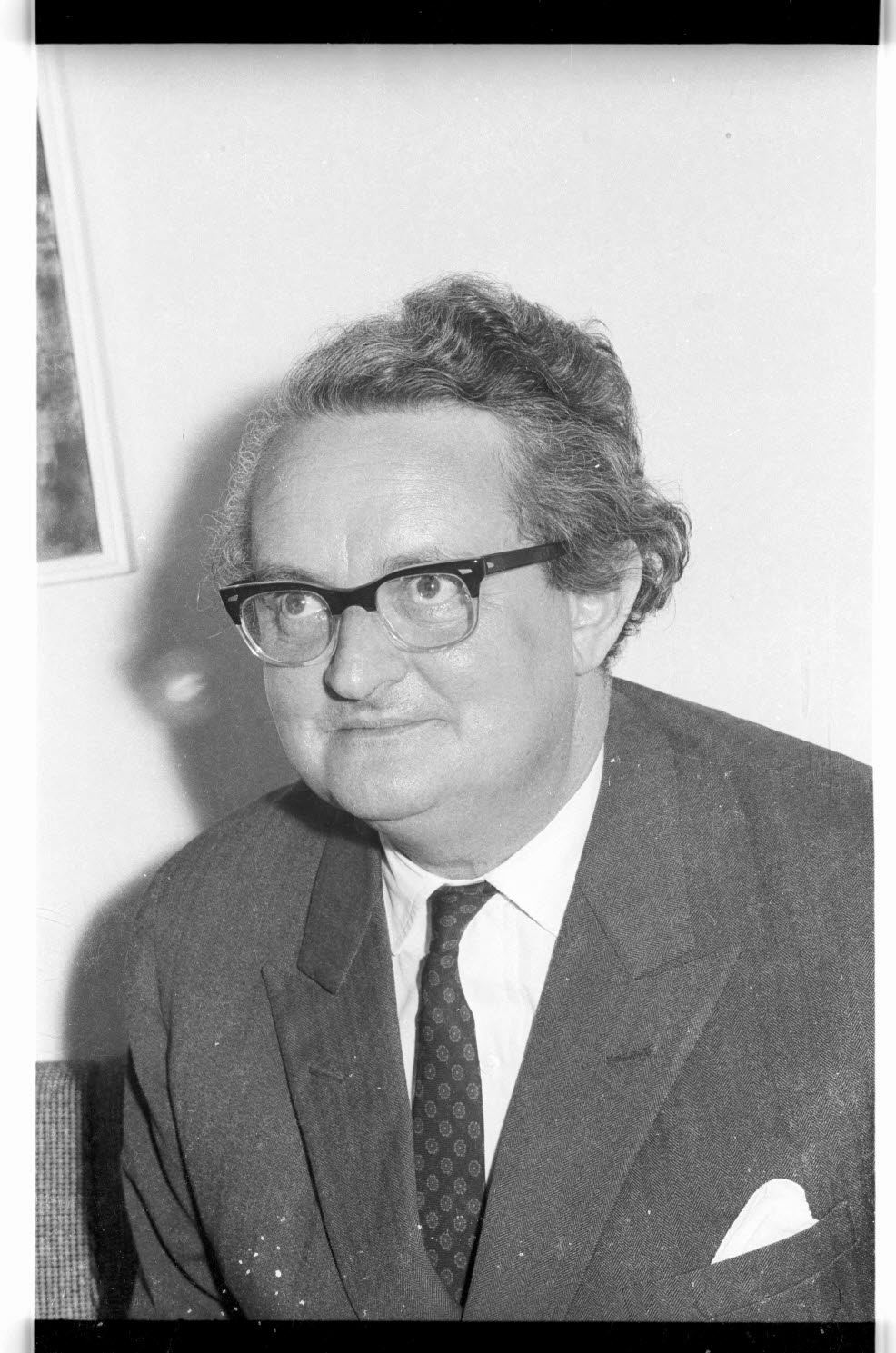
Von Einem i Kiel

Gottfried von Einem född den 24 januari 1918, död 12 juli 1996, var en österrikisk kompositör. Hans operor är influerade av såväl Stravinskijs och Prokofjevs musik som jazz.

## Biografi
von Einem föddes i Bern i Schweiz i en österrikisk diplomatfamilj. Som barn kom han till Tyskland där han studerade i staden Plön. Efter skolan flyttade han till Berlin och blev repetitör vid Berlinoperan. Han greps av Gestapo 1938 men frigavs efter en tid och studerade därefter för Boris Blacher. 1944 flyttade han till Dresden där han arbetade som huskompositör och rådgivare vid Staatsoper. Genom Blacher mötte von Einem sin första fru, Lianne von Bismarck, som han gifte sig med in 1946. De fick sonen Caspar Einem (född 1948), som nu är före detta österrikisk inrikesminister och fortfarande sitter i riksdagen för Österrikes socialdemokratiska parti. Efter att von Einem studerat i USA 1953 flyttade familjen till Wien, där han sedan verkade som professor vid musikhögskolan.
Lianne von Bismarck avled 1962, och 1966 gifte sig von Einem med sin librettist, den österrikiska dramatikern och författaren Lotte Ingrisch. Paret tillbringade även mycket av sin tid i Waldviertel i Niederösterreich (i synnerhet i orterna Oberdürnbach och Rindlberg/Großpertholz) en ofördärvad region som inte bara inspirerade hans verk utan även Ingrisch litteratur.
Han har komponerat ett hundratal verk som orkesterverk, konserter, operor, baletter och kammarmusik, men är främst känd för sina operor. Av dem kan bland annat nämnas Dantons Tod som hade premiär vid festspelen i Salzburg i Österrike 1947. Det var den första moderna opera som uruppfördes vid festspelen och den gjorde honom genast berömd. Den spelas fortfarande då och då på tyska scener. Hans andra opera Der Prozess efter Franz Kafkas roman med samma namn uruppfördes 1953, även den i Salzburg, men blev ingen större succé på grund av det svårtillgängliga materialet. Gottfried von Einems kanske mest framgångsrika opera, Der Besuch der alten Dame, baserar sig på ett skådespel av dramatikern Friedrich Dürrenmatt och hade premiär på Wiener Staatsoper 1971. Den blev en stor framgång och hör till de mest uppförda moderna operorna i Tyskland. Besök av en dam hade svensk premiär på Stockholmsoperan 1976. Hans nästa opera, Kabale und Liebe, bygger på samma pjäs av Schiller som Verdis Luisa Miller men är starkt förenklad. Den uruppfördes på Wiener Staatsoper 1976. Inte alla av hans operor blev dock en framgång. När Jesu Hochzeit (på svenska Jesu bröllop), med text av hans fru Lotte Ingrisch, hade urpremiär i Wien 1980 gjorde den skandal i det katolska Österrike.
Gottfried von Einem avled i Oberdürnbach 1996.
År 2002 tilldelades von Einem postumt utmärkelsen Rättfärdig bland folken av Yad Vashem-institutet i Jerusalem, efter att han hjälpt till att rädda livet på musikern Konrad Latte .

## Operor
- 1947 – Dantons Tod
- 1953 – Der Prozess
- 1964 – Der Zerrissene
- 1971 – Der Besuch der alten Dame
- 1976 – Kabale und Liebe
- 1980 – Jesu Hochzeit
- 1990 – Der Tulifant
- 1998 – Luzifers Lächeln